# Elizabeth Bowen
Elizabeth Dorothea Cole Bowen (Dublín, Irlanda; 7 de junio de 1899 - Hythe, Kent, 22 de febrero de 1973) fue una escritora anglo-irlandesa. 

## Biografía
Bowen nació en Dublín. Su familia solía pasar los veranos en Bowen’s Court, una propiedad de la familia en el condado de Cork. Cuando su padre empezó a padecer de problemas mentales en 1907, Bowen y su madre se mudaron a Inglaterra, asentándose en Hythe (Kent). Tras la muerte de su madre en 1912, Bowen se fue a vivir con sus tías: la experiencia de orfandad estuvo muy presente en sus novelas.
Bowen fue educada en la Downe House School, bajo la dirección de Olive Willis. Después de pasar un tiempo en una escuela de arte en Londres, decidió dedicarse a escribir. Bowen se unió al Círculo de Bloomsbury, conociendo a Rose Macaulay, quien la ayudó a encontrar un editor para su primer libro, Encounters (1923).
En 1923, contrajo matrimonio con Alan Cameron, un administrador educativo que también trabajaba para la BBC. Bowen mantuvo varias relaciones extramaritales, incluyendo una con Charles Ritchie, un diplomático canadiense seis años menor que ella. También tuvo un romance con el escritor irlandés Sean O'Faolain y con la poeta estadounidense May Sarton.
Bowen heredó Bowen's Court en 1930, pero siguió viviendo en Inglaterra, aunque visitaba Irlanda frecuentemente. Durante la Segunda Guerra Mundial, trabajó para el Ministerio de Información Británico. Su esposo se retiró en 1952, y ambos se mudaron a Bowen's Court, en donde Cameron murió unos meses más tarde. Durante años, Bowen luchó para conservar la propiedad, dando presentaciones en los Estados Unidos para ganar dinero. Sin embargo, la casa fue demolida en 1952.
Luego de pasar varios años sin una residencia permanente, Bowen se asentó en Hythe, en donde murió de cáncer en 1973, a los 73 años. Fue enterrada junto a su esposo en el cementerio de Farahy, cerca de la entrada a Bowen's Court.

## La escritora
Bowen ha destacado como narradora, y también como ensayista. Como novelista, empezó con The Hotel (1927). Antes de la Segunda Guerra Mundial, destacó con novelas como La casa en París (1935) y La muerte del corazón (1938), consideradas como cumbres de la narrativa inglesa tras Virginia Woolf y Edward Morgan Forster. Asimismo en ese tiempo de gran actividad escribió varios ensayos: así English Novelists y textos familiares, como Bowen's Court o sus memorias de infancia en Dublín, Siete inviernos (los tres de 1942).
Tras la guerra publicó novelas como The Heat of the Day (1949), A World of Love (1955), The Little Girls (1964) y The Good Tiger (1965). La última fue Eva Trout, de 1968.
Bowen recibió múltiples reconocimientos por su trabajo. En 1969, ganó el James Tait Black Memorial Prize por su novela Eva Trout. Así mismo, recibió doctorados honorarios del Trinity College (Dublín) en 1949 y de la Universidad de Oxford en 1952. En 1948, fue nombrada Comandante de la Orden del Imperio Británico.

## Obras selectas

### Novelas
- The Hotel (1927)
- The Last September (1929)
- Friends and Relations (1931)
- To the North (1932)
- The House in Paris (1935)
- La muerte del corazón (1938)
- El fragor del día (1949)
- A World of Love (1955)
- The Little Girls (1964)
- The Good Tiger (1965)
- Eva Trout (1968)
- Maria (1945)

### Libros de cuentos
- Encounters (1923)
- Joining Charles and Other Stories (1929)
- The Cat Jumps and Other Stories (1934)
- The Easter Egg Party (1938)
- Look At All Those Roses (1941)
- The Demon Lover and Other Stories (1945)
- Stories by Elizabeth Bowen (1959), con sus relato reunidos.

### Ensayos
- English Novelists (1942)
- Seven Winters: Memories of a Dublin Childhood (1942)
- Bowen's Court (1942)
- Notes of Writing Novels (1945)
- Anthony Trollope: A New Judgement (1946)
- Why Do I Write: An Exchange of Views between Elizabeth Bowen, Graham Greene and V.S. Pritchett (1948)
- Collected Impressions (1950), que recoge entre otros textos, Notes of Writing Novels
- The Shelbourne (1951)
- A Time in Rome (1960)
- Afterthought: Pieces About Writing (1962)

## Obras traducidas en español
- Siete inviernos, Pre-Textos, 2008 ISBN 978-84-8191-860-1.
- La casa en París, Pre-Textos, 2008 ISBN 978-84-8191-903-5.
- La muerte del corazón, Impedimenta, 2012, ISBN 978-84-15130-38-3.
- El último septiembre, Acantilado, 2013 ISBN 978-84-15689-90-4.
- El fragor del día. Trad. Martín Schifino. Impedimenta, 2014 ISBN 978-84-15130-37 6.